# Matched betting
Il Matched Betting (anche conosciuto come abbinamento di scommesse, copertura delle giocate senza rischio) è una tecnica di scommesse utilizzabile da tutti, purché si sia maggiorenni, per poter trarre profitto dai bonus e dalle offerte che offrono i bookmaker. È considerata da tutti i suoi utilizzatori una tecnica priva di rischio in quanto tramite operazioni matematiche vengono coperti tutti gli esiti di una scommessa, senza lasciare nulla al caso.

## Utilizzo base
Il Matched Betting richiede l’utilizzo, e quindi un account, di due o più tra Bookmaker ed Exchange, dove su almeno uno sia disponibile un bonus sfruttabile. Quando viene piazzata una scommessa con un bonus sul bookmaker che offre la promozione, verrà utilizzato un altro bookmaker o un Exchange per coprire tutti i possibili esiti di quella scommessa, in modo che indipendentemente dal risultato della partita su cui si avrà giocato si avrà la certezza di monetizzare il bonus. Nella sua forma più semplice, si dovrà piazzare una scommessa di tipo Punta sul bookmaker utilizzando il bonus, mentre sull'Exchange si copre tale giocata con una scommessa di tipo Banca sullo stesso esito. La scommessa di tipo Banca sarà vincente qualora l’esito non si verifica mentre la scommessa Punta sarà vincente se l'esito si verifica. Tecniche più avanzate prevedono invece l’utilizzo di puntate multiple atte a coprire tutti gli esiti di una scommessa usando altri bookmaker evitando così la commissione dell’exchange. Generalmente i bookmaker, per il rilascio di un bonus, richiedono prima una scommessa da parte degli scommettitori come qualificante utilizzando i propri soldi depositati. Per questo, allo stesso modo di come indicato precedentemente, si potrà procedere con una puntata sul bookmaker, e una bancata su quello stesso esito su un Exchange, così da coprire ogni esito e recuperare il saldo utilizzato a fine partita. Una volta che tale giocata qualificante si sarà conclusa si riceverà il bonus, e ripetendo lo stesso procedimento lo si potrà monetizzare. Indipendentemente dal risultato ottenuto, il profitto per questo tipo di giocata sarà sempre garantito avendo piazzato una scommessa utilizzando del saldo bonus, e quindi utilizzando soldi ricevuti gratis dai bookmaker.

## Approcci
Esistono diversi approcci per quanto riguarda il matched betting, tra cui quelli assistiti o completamente manuali. L’approccio assistito riguarda quei software e siti che offrono servizi come comparazione di quote e mercati che permettono di individuare le migliori quote su cui scommettere.

## Reazioni degli addetti ai lavori
Il Matched Betting è una pratica legale e il portavoce di William Hill ha indicato che l’industria delle scommesse non ha problemi con quest’uso dei bonus.

## Servizi di Matched Betting
La crescita del Matched Betting ha favorito la formazione di servizi ad esso dedicati, essi sono solitamente basati su abbonamenti che tramite strumenti di comparazione quote, come l’oddsmatcher, e istruzioni passo-passo rendono tutti i passaggi più facili e veloci.